# Paul Yvon
Paul Yvon, sieur de Laleu, du Plomb, de L'Houmeau, de Lauzières et de Cheusses (né vers 1570 et mort à La Rochelle le 9 février 1646), est un armateur et savant mathématicien français.

## Biographie
Originaire de Touraine, de religion protestante, Paul Yvon fait fortune comme marchand et armateur à La Rochelle. 

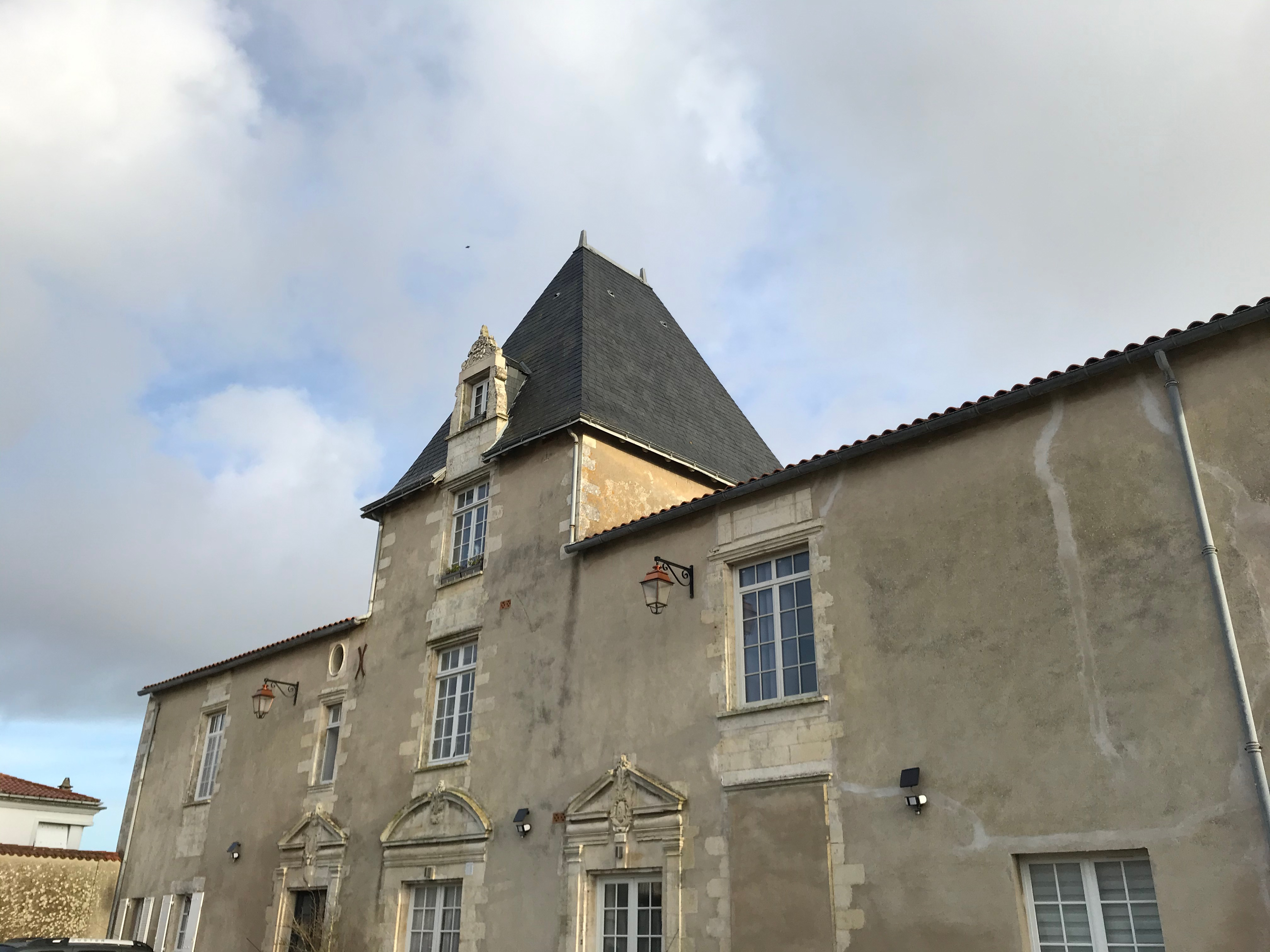
Le château de Laleu.

Il acquiert de Madeleine de Crussol la seigneurie de Laleu en 1592 et la seigneurie de Lauzières en 1606 (pour 17 000 livres tournois). Il se fait construire le château de Laleu, restaure l'église, ouvre la première école de Laleu en 1592 et, en tant que seigneur de Laleu, accorde le pain et le gîte trois jours durant à tout vagabond, pèlerin ou proscrit qui se présente au château et lui remet un écu d'argent lors de son départ.
Il se fait construire un hôtel particulier, situé 14 rue Fleuriau à La Rochelle, qui passera par la suite à son gendre Jacques Henry de Cheusses.
Pair de la ville puis échevin en 1603, il est maire de La Rochelle du 10 avril 1616 au 2 avril 1617. Lors du siège de La Rochelle, il fait partie des négociateurs rochelais, passant une partie du siège à Paris. C'est dans son château de Laleu que le maréchal de Bassompierre s'établit et que, le dimanche 29 octobre 1628, les notables Rochelais, avec à leur tête le maire Jean Guiton, viendront déposer leur acte de soumission entre les mains de Louis XIII (dans la salle voutée du château), mettant fin à 415 jours de siège.
Esprit ouvert à tous, il est connu pour sa tolérance religieuse et son amour du prochain, et embrasse le catholicisme à Paris, après le siège de La Rochelle, en 1628. Il est connu pour ses discussions théologiques et ses recherches sur la quadrature du cercle.
Marié avec Marie Tallemant (tante de Gédéon Tallemant des Réaux et de François Tallemant l'Aîné), il est le père de Pierre Yvon de Lozières, intendant du Dauphiné, ainsi que le beau-père de René de Béchillon et de Jacques Henry de Cheusses.

## Travaux
- Examen de la duplication du cube, et quadrature du cercle (1630)
- Discours mathematic, dont la cause est prise de l'improbation de la quadrature du cercle recentement mise en lumiere (1623)
- Quadrature du cercle, ou Moyen de trouver un quarré égal au cercle donné et au contraire un cercle égal au quarré proposé (1619)
- Circulum quadrandi et cubum duplicandi modus verus, a nemine hactenus mortalium cognitus, nunc foeliciter in lucem prodit ope D. Pauli Yvonis, D. de La Leu,... repertus, et a D. Joanne Dumbaro,... cunfirmatus et approbatus (1619)

## Sources
- Henri Feuilleret, Biographie de la Charente-Inférieure (Aunis & Saintonge), Clouzot, 1877
- Revue de l'Aunis de la Saintonge et du Poitou, Volume 2, 1865
- Sylvain Matton, Gabriel Poitevin, Le Discours de vraye philosophie demonstrative (1628) de Gabriel Poitevin et la tradition du matérialisme chrétien, Champion, 2007
- Lux in Tenebris: The Visual and the Symbolic in Western Esotericism, Brill, 2016